# Storchova vila

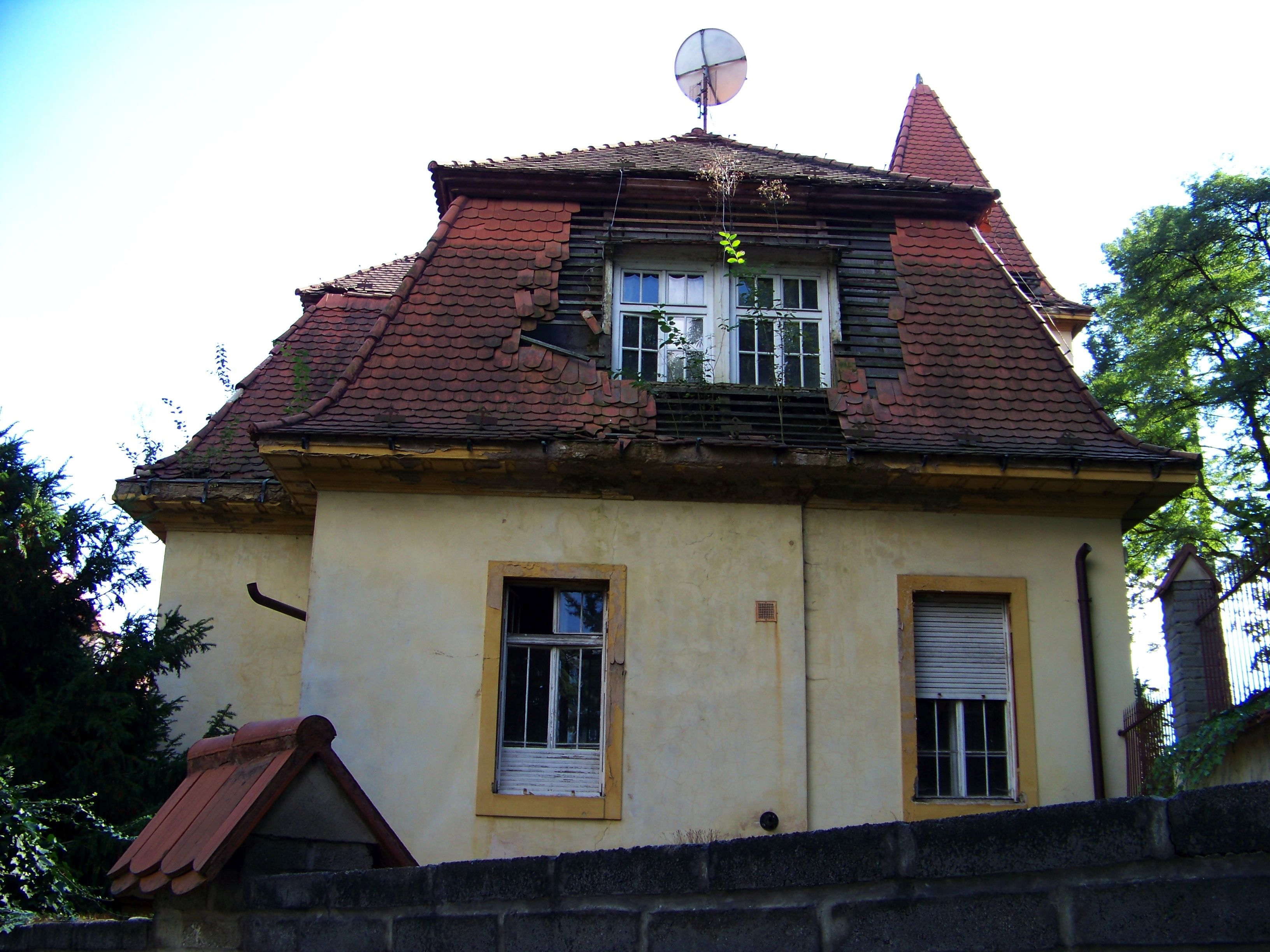
Pohled ze severozápadu

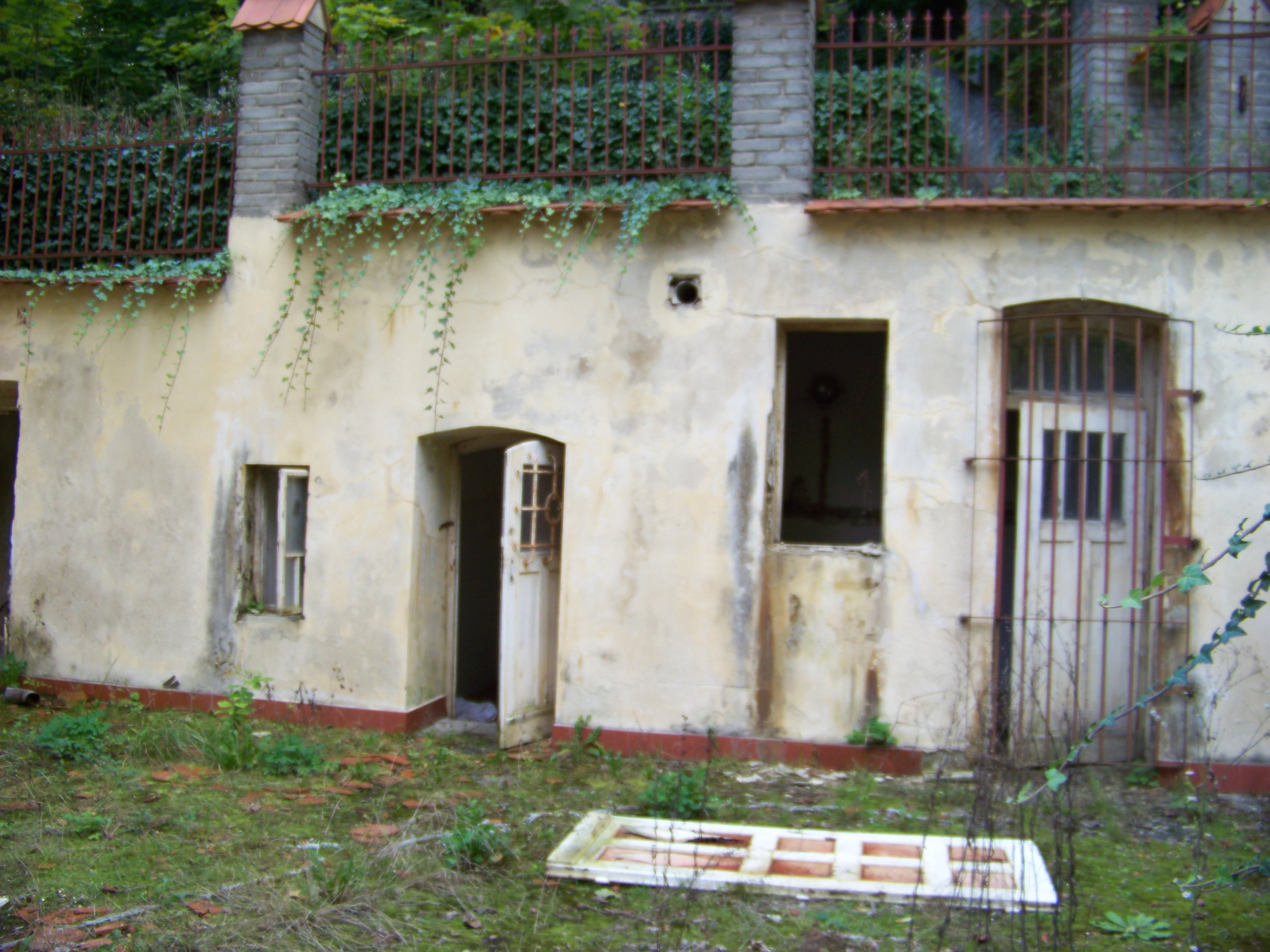
Vchod do podzemních prostor

Storchova vila, později označovaná též Suchánkova vila, je dům čp. 630 v Bartoňově ulici v Praze-Zbraslavi, na úpatí kopce Havlína, proti zbraslavskému zámku. Vila vznikla v letech 1892–1893 na místě starší zástavby, v letech 1907–1908 byla přestavěna a rozšířena pro univerzitního profesora trestního práva JUDr. Františka Storcha (Štorcha), v letech 1891–1892 děkana právnické fakulty, v letech 1904–1905 rektora české university. V roce 2014, kdy již byla v pokročilém stadiu chátrání, byla prohlášena kulturní památkou. Předmětem památkové ochrany je vila, zahrada s podzemnímí prostorami a terasami, oplocení a ohradní zeď s branou. Před vilou a nad vilou stoupá na Havlín stezka s červeně značenou turistickou trasou č. 0001 od Zbraslavského náměstí přes Havlín k Radotínu, která dříve vilu podcházela.

## Stav vily
Podle zbraslavského sochaře a malíře Petra Hampla byl ještě v roce 2009 stav objektu celkem dobrý, ale vichřice na podzim 2012 poškodila střechu a od té doby objekt chátrá. V prosinci 2013 citoval Pražský deník vyjádření, že vila už nepřitahuje ani žádná individua, protože z ní není co ukrást. Petr Hampl v srpnu 2012 upozornil na stav vily Národní památkový ústav a ten na jaře 2013 odpověděl, že o havarijním stavu objektu je informován. Podle Jana Baláčka z NPÚ je v tomto případě evidentní, že současný rozsah poškození objektu není jen výsledkem dlouhodobé neúdržby či vichřice, ale jde asi spíše o záměrný zásah (odstranění okapů, okapových svodů, odstranění střešní krytiny především okolo vikýřů apod. Podle jednatele vlastníka Michala Kašíka byl dům zdevastován opakovanými nájezdy zlodějů kovů.
Podle katastru nemovitostí je vlastníkem Sosny Zbraslav s.r.o. se sídlem v této vile. Jejím majitelem je Alexey Antropov, který má trvalé bydliště v Moskvě a jehož manželka a děti mají podle starosty Zbraslavi Aleše Haněla problémy s udělením pobytového víza a proto se do Čech nemohou přestěhovat. To je podle jednatele společnosti hlavním důvodem, proč vlastník do vily neinvestuje, započatá rekonstrukce byla zastavena a vila chátrá. Jednatel společnosti Michal Kašík koncem října 2013 v rozhovoru se starostou Zbraslavi uvedl, že firma plánuje rekonstrukci na jaro 2014 a majitel prý rozhodně objekt zcela zchátrat nenechá ani jej nehodlá prodat. Jednatel společnosti doufal, že se problémy s vízy vyřeší do konce roku 2013 a opravy by pak začaly na jaře 2014, jinak by objekt měl být asi přestavěn jako ubytovací kapacita pro vlastnící firmu.

## Památková ochrana
V roce 2009, kdy územní odborné pracoviště Národního památkového ústavu v hlavním městě Praze zpracovávalo pro Ministerstvo kultury návrh na prohlášení památkové zóny Zbraslav, byla Storchova vila mezi stavbami vytipovanými k potenciálnímu prohlášení za kulturní památku. NPÚ v roce 2013 připomněl, že památková zóna Zbraslav dosud nebyla vyhlášena a že ani vila dosud není nijak památkově chráněna, takže účinnější nástroje k nápravě stavu má stavební úřad.
V červnu 2013 regionální hodnotitelská komise doporučila prohlášení objektu za kulturní památku, 26. srpna 2013 byl na Ministerstvo kultury podán návrh na prohlášení za kulturní památku s upozorněním na havarijní stav. Prohlášení za kulturní památku nabylo účinnosti 20. srpna 2014, Národní památkový ústav přitom do evidence zaznamenal starý, již neplatný název ulice (Ke Krňovu místo Bartoňova).
Souběžně se Storchovou vilou byly navrženy na prohlášení kulturními památkami ještě Nechvíleho a Fürstova vila na Zbraslavi, ty však dosud památkami prohlášeny nebyly.